# Nidopallium
Nidopallium – region w mózgu ptaków używany w większości do niektórych funkcji wykonawczych lecz i także do pewnych zadań poznawczych. W 2002 Avian Brain Nomenclature Consortium (gremium określające nomenklaturę dotyczącą ptasiego mózgu) określeniem "nidopallium" zastąpiło pierwotną nazwę "neostriatum", gdyż sugerowała ona że ten rejon mózgu spełnia role bardziej prymitywne, podobnie jak neostriatum w mózgu ssaków.